# 4983 Schroeteria
4983 Schroeteria је астероид главног астероидног појаса са средњом удаљеношћу од Сунца која износи 2,321 астрономских јединица (АЈ).
Апсолутна магнитуда астероида је 13,2.